# One Thing
Singles de One Direction
Wishing on a Star
(2011) More Than This
(2012)
One Thing est une chanson du boysband anglo-irlandais One Direction issue de l'album Up All Night. Le single, qui est le troisième du groupe après What Makes You Beautiful et Gotta Be You, sortira le 13 février 2012. La chanson est écrite par Rami Yacoub, Carl Falk et Savan Kotecha et produite par Yacoub et Kotecha.

## Clip vidéo
Le clip de la chanson One Thing, d'une durée de 3:18, est sorti le 13 janvier 2012 sur YouTube. On peut y voir le groupe à Battersea Park puis, de là prendre un bus à impériale rouge pour aller à la rencontre de ses fans et prendre des photos avec eux à travers le tout Londres. Avant la sortie du clip officiel, une version acoustique de la chanson a été mise sur la chaîne YouTube officiel du groupe le 6 décembre 2011, les One Direction chantant dans un studio d'enregistrement accompagnés d'une guitare electro-acoustique.

## Liste des titres
- CD single

1. "One Thing" - 3:17
2. "I Should Have Kissed You" - 3:35
3. "One Thing" (version acoustique) - 3:09

## Classement
La chanson est entrée à la 31e place des ventes le 18 janvier 2012, en raison d'un téléchargement en masse à partir de l'album Up All Night.
| Classement (2012)                      | Meilleure position |
| -------------------------------------- | ------------------ |
| Australie (ARIA)                       | 3                  |
| Belgique (Flandre Ultratop 50 Singles) | 37                 |
| France (SNEP)                          | 91                 |
| Irlande (IRMA)                         | 6                  |
| Nouvelle-Zélande (RMNZ)                | 16                 |
| Écosse (OCC)                           | 8                  |
| Royaume-Uni (UK Singles Chart)         | 9                  |

### Certifications
| Pays             | Organisme | Certification | Vente     |
| ---------------- | --------- | ------------- | --------- |
| Australie        | ARIA      | 4 × Platine   | 280 000   |
| Canada           | CRIA      | 2 × Platine   | 160 000   |
| États-Unis       | RIAA      | Platine       | 1 305 000 |
| Italie           | FIMI      | Or            | 15 000    |
| Norvège          | IFPI      | 3 × Platine   | 30 000    |
| Nouvelle-Zélande | RIANZ     | Or            | 7 500     |

## Historique de sortie
| Pays        | Date            | Format                            | Label      |
| ----------- | --------------- | --------------------------------- | ---------- |
| Royaume-Uni | 13 février 2012 | Téléchargement digital, CD single | Syco, Sony |